# Powell (cráter)

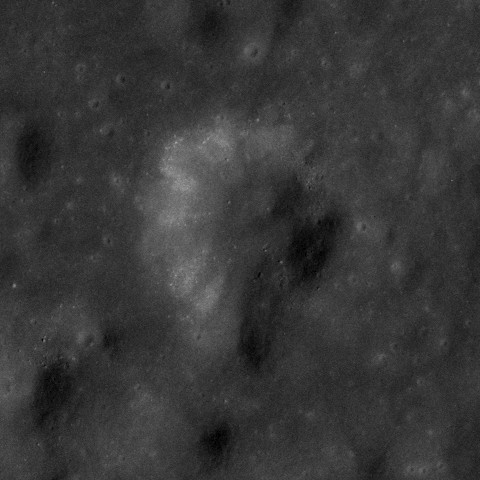
Imagen panorámica desde el Apolo 17

Powell es un pequeño cráter lunar situado en el valle Taurus-Littrow. Los astronautas Eugene Cernan y Harrison Schmitt aterrizaron en 1972 a menos de 1 km al noreste del cráter durante la misión Apolo 17, pero no lo visitaron.
Al norte de Powell se hallan el cráter Trident y el punto de aterrizaje del Apolo 17. Al noroeste aparecen Camelot y Horatio, y al noreste Sherlock. Steno y Emory se localizan al sureste.

## Denominación
El cráter fue nombrado por los astronautas en referencia a John Wesley Powell, geólogo y explorador del oeste americano. La denominación tiene su origen en los topónimos utilizados en la hoja a escala 1/50.000 del Lunar Topophotomap con la referencia "43D1S1 Apollo 17 Landing Area".

## Referencias

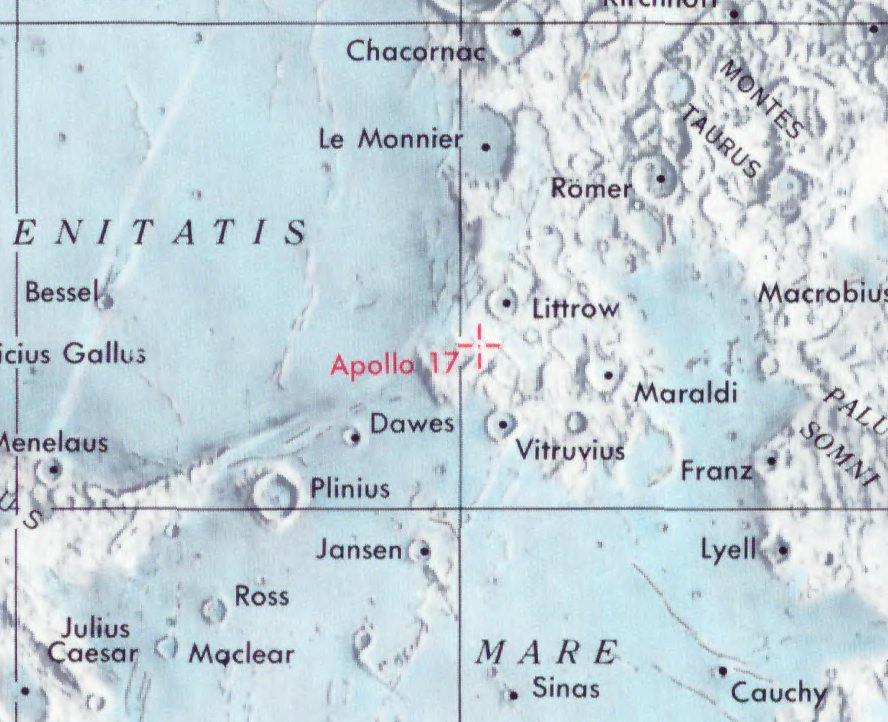
Localización del lugar de aterrizaje del Apolo 17